# Norman D'Amours
Norman Edward D'Amours, né le 14 octobre 1937 à Holyoke (Massachusetts), est un homme politique américain, élu démocrate du New Hampshire à la Chambre des représentants des États-Unis de 1975 à 1985.

## Biographie

### Jeunesse et débuts professionnels
Norman D'Amours grandit dans le Massachusetts, à Holyoke puis Worcester. Diplômé du Collège Assomption (en) en 1960 et de la faculté de droit de l'université de Boston en 1963, il devient avocat au barreau du Massachusetts puis dans le New Hampshire. De 1964 à 1967, il est également réserviste dans la United States Army.
Après avoir travaillé auprès du procureur général du New Hampshire, il devient procureur de la ville de Manchester de 1970 à 1972.

### Représentant des États-Unis
En 1974, il est élu à la Chambre des représentants des États-Unis dans le 1er district du New Hampshire avec 52,1 % des voix. Il est réélu avec plus de 60 % des suffrages en 1976, 1978 et 1980. En 1982, il remporte un cinquième mandat avec 54,9 % des voix.
En 1984, Norman D'Amours se présente au Sénat des États-Unis. Sans opposant lors des primaires démocrates, il est battu par le républicain sortant Gordon J. Humphrey (en), ne rassemblant que 41 % des suffrages.

### Après le Congrès
Après sa défaite, Norman D'Amours s'installe comme avocat à Washington.
Il tente un retour en politique en 1992, candidat au poste de gouverneur du New Hampshire. Dans des primaires démocrates marquées par une participation record, il est battu par la sénatrice Deborah Arnie Arnesen, favorable à la création d'un impôt sur le revenu, qui le devance de 20 points. D'Amours, suivant la tradition de l'État (« the pledge »), s'était engagé à opposer son veto à toute création d'impôt sur le revenu ou sur les ventes. L'élection est finalement remportée par le républicain Steve Merrill (en).
De 1993 à 2000, il dirige la National Credit Union Administration (en).